# 摩爾門經
《摩爾門經》（英語：The Book of Mormon）是耶穌基督後期聖徒教會的四部標準經文之一，於1830年由約瑟·斯密出版，他稱之為「全世界最正確的一本書」，並見證《摩爾門經》是「我們宗教的拱心石」。
《摩尔门经》整体内容可大致分为两大部分：历史记录与神的教诲。書中記載前600年左右（先知耶利米的时代），古希伯來人李海帶領家人離開耶路撒冷，航海迁徙到前哥倫布時期的美洲大陆，繁衍後代，建立文明。耶稣基督复活後，曾降臨美洲大陆造訪這些民族。後來，顺服神的「尼腓人」与背离神的「拉曼人」彼此对立争斗，最终尼腓人被拉曼人所灭。拉曼人被認為是「今日美洲的印地安人的主要先祖」。此外，書中還提到美洲最早的文明是約前2000年（巴別塔時代）從中東來到美洲的「雅列人」。
《摩爾門經》內文宣稱其作者是先知和歷史家摩爾門，及他的兒子摩羅乃。他們是尼腓人，生活在5世紀的美洲，正值尼腓人即將被拉曼人消滅的前夕。父子二人以「改良埃及文」寫下這本書，寫作目的是讓「猶太人和外邦人能夠相信耶穌是基督，是永生之神的兒子」。约瑟·斯密宣稱他於1823年受天使摩羅乃指引，發掘出刻有《摩爾門經》原文的金頁片，在上帝幫助下譯成英文發表。
约瑟·斯密於1830年3月26日於美國紐約州帕爾邁拉出版《摩爾門經》。耶穌基督後期聖徒教會則在11天後1830年4月6日成立。相信《摩爾門經》與否成為了耶穌基督後期聖徒教會之信仰和傳統基督教信仰各宗派的分界線。相信《摩爾門經》的通常被外界稱為摩門教徒或後期聖徒，但相信該信仰者彼此互稱成員或弟兄/姊妹，也自稱是基督徒。
耶穌基督後期聖徒教會成員們相信《摩爾門經》和翻譯正確的《聖經》（英文版使用英王詹姆士欽定本，中文暫用和合本）都是天父的話語，後期聖徒教會們也都將《摩爾門經》列為教會正典。今日，後期聖徒運動中最大的宗派是耶穌基督後期聖徒教會，他們接受翻譯正確的《聖經》、《摩爾門經》、《無價珍珠》和《教義和聖約》。1982年，耶穌基督後期聖徒教會為《摩爾門經》加上副標題「耶穌基督之另一部約書」以強調其目的。

## 內容

### 結構
《摩爾門經》的結構和《聖經》略同，它們都是由不同作者描述上帝和人民中的互動而獨立成篇的書集合而成的。儘管不同宗派的教會編輯排版上有些許不同，大致上《摩爾門經》是由下面幾部書組成的。
- 尼腓一書
- 尼腓二書
- 雅各書
- 以挪士書
- 雅龍書
- 奧姆乃書
- 摩爾門語
- 摩賽亞書
- 阿爾瑪書
- 希拉曼書
- 尼腓三書
- 尼腓四書
- 摩爾門書
- 以帖書
- 摩羅乃書

這幾部書的排列大致上是照年代排列的，除了〈摩爾門語〉和〈以帖書〉例外。〈摩爾門語〉由『現在我，摩爾門，就要將我所作的記錄……』開始，因此被視為編輯者的留言。〈以帖書〉的首兩句話說『現在我，摩羅乃，要著手記述那些被主的手消滅於這北部國土之上的古代的居民。我的記述是錄自那由林海的人民所發現的叫做以太書的二十四張金屬片裏面的』。從〈尼腓一書〉到〈奧姆乃書〉以及〈摩爾門書〉和〈摩羅乃書〉，摩爾門信徒相信是以第一人稱寫法記述的。《摩爾門經》裡面的其他作品被後期聖徒們相信是第三人稱的歷史描述，且是摩爾門編輯和節略的。
由後期聖徒教會出版的版本（《摩爾門經：耶穌基督之另一部約書》）包含標題頁（相信是由摩羅乃所寫的）、由現代教會領袖寫的序言、「三位證人的證詞」、「另外的八位證人的證詞」、講解不同頁片的「摩爾門經簡析」和小約瑟·斯密所寫的《摩爾門經》的來源。

## 對《摩爾門經》來源的爭論
參閱#對《摩爾門經》歷史真實性的爭論裡對作者的分析和額外的資訊。
不同信仰立場的人對《摩爾門經》的來源有不同的看法。當中幾個較為主要的說法：「約瑟斯密寫的」、「約瑟斯密抄襲了別人的作品而將之編輯成《摩爾門經》」或「斯密約瑟的同僚之一寫的」

### 約瑟斯密對《摩爾門經》作者的說明

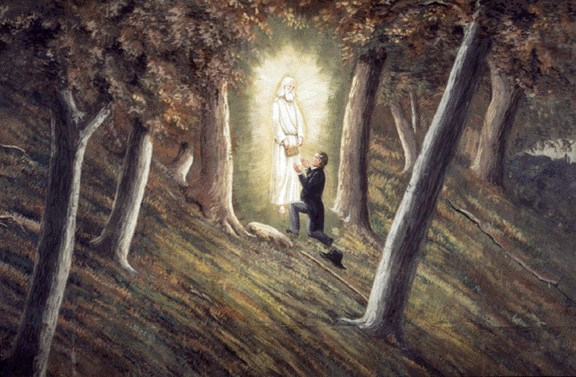
1823年9月22日斯密·約瑟被天使摩羅乃帶領到頁片被存放的地方。

根據其教會復興者约瑟·斯密的自傳：1820年，在他十四歲的那年，他因家鄉有宗教的騷動，有許多的教會，不同的牧師講的不一樣，甚至在街上吵起來。他去不同的教會遊走，想知道哪一個教會才是真實的。他自己讀到《聖經》的雅各書一章五節（雅一5：你們中間若有缺少智慧的，應當求那厚賜與眾人、也不斥責人的神，主就必賜給他），解答了他的困惑而令他覺得要到家附近的樹林中向神禱告，求問到底哪個教會才是神真實的教會。隨後他宣称天父與耶穌向他顯現，并告訴他當時沒有一個教會是神真實的教會。之后，他又宣称天使摩羅乃于1823年9月21日半夜向他揭露摩爾門經原稿（封印在地底的金頁片）的現藏位置。他得到原稿後在上帝的幫助下把其上的文字——所謂改良埃及文翻譯成英文，並宣稱這是上帝繼舊約、新約後另一部為基督作證的約書。藉著隨後的啟示，约瑟·斯密以耶穌基督的名宣稱復興了神真實的教會。
根據約瑟斯密和同僚的說法，《摩爾門經》原始的紀錄是刻在看起來像是金或黃銅製做的薄金屬片上，其邊上有三個環。頁片上雙面都有文字。根據書上的說法，它是由摩爾門和他的兒子摩羅乃（在摩爾門死後繼續了其工作）在約公元400年的時候編輯節略了之前的紀錄。摩羅乃的事工結束的時候（約公元421年），他將這些金頁片連同其他的物品放在一個石盒裡，藏在靠近美國紐約州的帕爾邁拉的山丘上（該山丘現稱克謨拉山）（這項宣稱是基於約瑟斯密是在此山丘找到這些頁片）。
約瑟斯密宣稱在1823年9月22日他被上帝的天使摩羅乃帶領到頁片被存放的地方。他並沒有立即被允許拿走它們，一直等到四年以後。他宣稱透過上帝的能力和神聖的烏陵和土明的幫助下，他能夠將這些文字（根據書中的內容這些文字是公元前600年受希伯來文影響的埃及文（摩羅乃書9章32-34節））翻譯成為英文。
由於這些厚重的頁片被報告說是金（或其他金合金或金色的金屬）做的，人們會因為其金屬價值而追尋它。約瑟斯密也承認在接收了頁片之前，他也曾想過要把這些頁片賣掉來供養他的家庭。
約瑟斯密說他被命令只能將頁片拿給幾個人看，這些人的說明紀錄在《摩爾門經》的前面的「三位證人的證詞」和「八位證人的證詞」。大部分的證人們後來在一段時刻不滿且離開約瑟斯密的領導和教會，但沒有一個撤銷他們的證詞。懷疑論者們在解釋《摩爾門經》並非神蹟的時候通常會攻擊這些證人們之間的財務往來關係。
在翻譯完成的時候，天使從約瑟斯密那裡收回了頁片，關於這些頁片現存何處並沒有公開的說明。
金頁片常被稱之為「金聖經」，尤其是在非摩爾門信徒當中，雖然有些摩爾門信徒在早期也使用這項稱呼。「金聖經」一詞的使用事實上比《摩爾門經》的出現還要早，在加拿大和美國紐約上州一帶（約瑟斯密長大的威爾滿州／佛蒙特州即在此地帶）就有傳說這項物品的存在。

#### 約瑟斯密翻譯者
從第一版《摩爾門經》的標題頁裡面可以看到摩門經宣稱是由「摩羅乃手寫的」，而約瑟斯密是「作者和所有人」。1830年代時期保護一本書的版權的唯一辦法是申請為「作者和所有人」，即使是翻譯的作品。因此約瑟斯密宣稱他是個翻譯者是和當時的法律以及第一版的封面頁上文字敘述相符。

#### 和《欽定本聖經》重複的內容
《摩爾門經》尼腓二書第7,8,12-24章和1611年钦定版圣经以賽亞書部份章節，幾乎是逐字逐句相同。這對許多不相信《摩爾門經》有個神聖的來源的人認為是個可議之處，但後期聖徒們認為這些段落是尼腓引用以賽亞書的內容。《摩爾門經》裡的註腳和章節引言承認這點，並鼓勵參照比對尼腓二書和以賽亞書。在《摩爾門經》裡有433節從以賽亞書中引用的經文，其中有半數以上與以賽亞書有許差異，一些是小差異，一些則比較重大。
除了被尼腓引用的可能性之外，摩爾門教友也說約瑟斯密也可能使用在翻譯過程當中使用英王詹姆士欽定本的《聖經》，因此，英王詹姆士欽定本翻譯的錯誤也被轉移到《摩爾門經》裡面。The Book of Mormon Institute Manual註解說所有古代或現代的先知引用當時世人知道的經文，而非使用自己的翻譯，它指出了福音書的作者（馬太、馬可、路加和約翰）在以希臘文引用舊約經文的時候是使用當時已知的翻譯，而非自行翻譯原始經文。
但是評論也注意到：《摩爾門經》中許多從英王詹姆士欽定本逐字逐句地引用的經文，在現代的英文譯本《聖經》裡面已經不被接受。這些段落被認為是在早期被後來的文士或抄寫的僧侶附加上去的。最令人知曉的例子是《聖經》馬可福音16章15-18節這段關於信徒拿起蛇來和吃下毒物，它幾乎逐字逐句地被抄錄進《摩爾門經》摩爾門書9章22-24節。許多早期的抄本並沒有這一段落，且被認為是第2世紀的時候被加入的。
另外要提到的一點是：《摩爾門經》的英文是使用1611年英王詹姆士欽定本式的古英文文法和句子架構，在約瑟斯密當時這種文法和句子架構已經不再使用。據傳約瑟斯密回答懷疑論者時說：要用一種形式的英文讀一個經文然後再轉過身來在用另外一種形式的英文讀另一個經文是非常辛苦困難的。

### 其他說法
有其他對於《摩爾門經》的作者的解釋，大部分的解釋都質疑約瑟斯密從上帝那裡接受啟示的耶穌基督後期聖徒教會官方說法。下面列出了一個不完整的另類說法的列表。

#### 約瑟斯密翻譯《摩爾門經》
約瑟斯密在1830年第一版的《摩爾門經》的標題頁將自己列為是《摩爾門經》的「作者和擁有人」。許多評論用它來當作約瑟斯密寫下了《摩爾門經》後來又宣稱只是翻譯而已的憑證。約瑟斯密的跟隨者反駁說這是當時版權法律使用的法律文字，並且約瑟斯密在1830年的標題頁寫明了他翻譯了紀錄。
這個立場應該是關於約瑟斯密的評論中（包括新秩序摩爾門教徒和非摩爾門教徒）最普遍的一個。一些後期聖徒教會的護教學者，例如休·尼布理反對這項看法，聲稱要在那麼短時間裡面寫下整本摩爾門經是一件不可能的事，尤其約瑟斯密沒受教育也沒有任何關於希伯來人的知識。關於法庭證據的正反雙方都有相當的辯論但仍然沒有結論。但是有些人相信有證據證明約瑟斯密有足夠的資源和能力來完成這項工作。
另外約瑟斯密可能寫下《摩爾門經》的方式是自動或靈動書寫。這個理論是由 Scott C. Dunn 和其他人提出的。自動書寫是指一種能在相對短時間內以看似不花精力並流暢地書寫或口授下內容不受控制的文字的能力。自動書寫的內容通常和《摩爾門經》相像：例子包含多位作者、使用古體語言、關於逝去已久的人物的說明、描述作者明顯不熟悉的時間和地點、關於已經發展良好的人物或情節細節的描述、關於耶穌基督的數個事工的描述、詩體的、有時有出色的文學品質、教義神學和宇宙論的討論、有的時候是神的證道。更重要的是，斯密約瑟產生《摩爾門經》以及其他的啟示和經文的過程和自動書寫的過程非常相似。舉例來說，沒有任何指出約瑟斯密在付印以前有任何使用大綱或重新組織材料的證據。這種情況是簡單的翻譯的特徵，也是自動書寫的普遍特徵。圍繞在《摩爾門經》浮現的過程裡面有許多狀況是符合自動書寫的特徵(American Apocrypha, Signature Books, pg. 17-46)。

#### 《摩爾門經》出自人的手嗎？
20世紀初的耶穌基督後期聖徒教會七十員的百翰·羅伯特斯作了一部名為《Studies of the Book of Mormon（摩爾門經學習）》的書，在書中他批判性地檢驗了《摩爾門經》的來源和宣稱。在手稿中羅伯特斯比較了《摩爾門經》和一本由Ethan Smith（和約瑟斯密無親屬關係）所寫的《View of the Hebrews（對希伯來人的看法）》。Ethan Smith是在佛蒙特州的Poultney（普特尼）的一間教會的牧師。《對希伯來人的看法》於1825年出版，較《摩爾門經》早出版了5年。書中呼籲將美洲原住民正視為以色列失去的支族並將他們帶回基督教群體。關於美洲原住民的可能來源的推測，在當時在該地是十分普遍的。
David Persuitte在他的書《Joseph Smith and the Origins of The Book of Mormon （約瑟斯密和摩爾門經來源）》中提出許多《對希伯來人的看法》和《摩爾門經》二書相似的段落，但也注意到並沒有任何一段直接抄襲。他也沒有證明約瑟斯密是否曾經讀過或曾經碰到過這本書。但是Ethan Smith牧師為支持他的書曾經到訪過帕爾邁拉，所以約瑟斯密曾經遇過這本書的說法是有說服力的。
但是如果這個抄襲真正存在的話，那麼奧利佛考得里才應該是被責備的人。奧利佛考得里在1800年代的時候曾受教育並被訓練為一個排字工／印刷工的助手，並且一直在Poultney Gazette（普特尼公報）工作，直到1823年夏天，也就是 Ethan Smith 牧師將《對希伯來人的看法》手稿帶去付印的時候。（該報紙於1823年12月改名為 Northern Spectator 北方目擊者報）。就在那之後奧利佛考得里離開了報社，然後幾個月後約瑟斯密報告了當年秋分（1823年9月21日）他的第一次異象。這中間明顯的關聯是約瑟斯密和奧利佛考得里是有關係的並常常在一起。奧利佛考得里在普特尼公報的工作大概不會是他第一次聽到《對希伯來人的看法》。奧利佛考得里的家人，包括他的父親 William （威廉）和母親 Keziah 都是 Ethan Smith 牧師在1821年11月到普特尼的教會以前就已經是該會長期的會友。Ethan Smith 牧師公開的在證道理面講述他的後來放到《對希伯來人的看法》的理論。
有些人宣稱約瑟斯密抄襲了一份由 Solomon Spalding （所羅門·斯伯丁）寫的未出版的小說的手稿。斯伯丁的羅曼小說和《摩爾門經》相同的地方非常少。主要情節是在講述一群航海的羅馬人在兩千年以前航行到了新世界，似乎這跟《摩爾門經》也沒有太大的關聯。另外兩項很基本的事實：(1) 表面上兩者並沒有太多的相似處使得情節抄襲的指控看起來不可能；(2) 斯伯丁的手稿只有三十頁左右，但是第一版的《摩爾門經》有將近六百頁左右，使得大型的抄襲完全沒有可能。
最近，非摩爾門教徒學者 Thomas Donofrio 宣稱他找到數以百計的《摩爾門經》古怪用詞和18世紀和19世紀為人熟知的歷史和宗教人物的寫作的相似處。有些人認為這些資料來源不可能對約瑟斯密有任何影響，如果我們考慮他沒受過正規教育的話。其他反對這項辯駁的人指出從約瑟斯密的筆記裡面看來他已經有足夠的資源自修法律、法文甚至埃及象形文字，即使當時埃及象形文字的資料是很初步又很不正確的。

#### 協助約瑟斯密從事此翻譯的人
根據這項理論，另有他人（Sidney Rigdon （雷格登瑟耐）或其他約瑟斯密的密友）寫了《摩爾門經》並允許斯密約瑟宣稱是他翻譯的。有些人認為這個說法比約瑟斯密是作者的說法更為可能。雷格登瑟耐和奧利佛考得里都有受正規教育並可以幫助約瑟斯密作這本書。根據一項理論，在口述了主要內容後，約瑟斯密和他的文士們利用晚上鑽研、編輯並修正內容。這種說法會將《摩爾門經》考慮為約瑟斯密和他的文士們（主要是奧利佛考得里）的合著。
雷格登瑟耐和奧利佛考得里都否認他們寫了這本書。但是否認的原因是因為他們真正沒有參與《摩爾門經》的寫作過程，或者《摩爾門經》本來就是三人共謀所寫的則不得而知。奧利佛考得里後來叛離了約瑟斯密的領導和教會，並於1838年為了幾個控告（包括從未收回約瑟斯密是個犯姦淫者的宣稱）而被開除教籍。但是長期抱病的奧利佛考得里沒有否認他曾經在異象裡面見到金頁片的見證，十年後又返回了摩爾門教會。然而對於「雷格登瑟耐曾經偷了所羅門·斯伯丁寫的未出版的小說的手稿」的宣稱聲明出現在1814年，比《摩爾門經》出版的日期還要早。所羅門·斯伯丁的未曾出版的手稿曾經從在匹茲堡的出版社失蹤過一段時日，而雷格登瑟耐是該出版社的常客。雷格登瑟耐有親戚住在匹茲堡，比所羅門·斯伯丁搬過去那親戚附近要早上二十年，而雷格登瑟耐常常去拜訪這親戚。當地郵局1811年到1817年局長的女兒在晚年80歲的左右的時候提及雷格登瑟耐習慣在週日下午郵局開門的時候來領信。美國當時地方報紙有將郵局未領取郵件登出催領郵件公告的慣例，1816年到1818年雷格登瑟耐的名字曾經七、八次出現在當地《匹茲堡公眾福利報》（Pittsburgh Commonwealth）上的催領公告，也曾經同時與所羅門·斯伯丁的名字同時出現，證實雷格登瑟耐及所羅門·斯伯丁就曾住在左近。
有證據約瑟斯密在《摩爾門經》出版以前知道和雷格登瑟耐有聯繫。雖然多數歷史說雷格登瑟耐靠近美國俄亥俄州柯特蘭（嘉德蘭）的會眾中的 Parley P. Pratt （溥瑞特帕雷）約是在1830年在帕爾邁拉受洗，在那之後溥瑞特帕雷回到了俄亥俄州，雷格登瑟耐才從他口中知道了約瑟斯密和《摩爾門經》，然後才受洗進入教會。根據這些歷史說明，雷格登瑟耐應該是在1830年12月第一次遇到約瑟斯密，在《摩爾門經》出版了9個月後。然而，有數位證人指出在《摩爾門經》出版前雷格登瑟耐曾見過約瑟斯密，證人指出在楓樹蜂蜜豐收的那一年雷格登瑟耐曾經到約瑟斯密家裡，而1827年確實有楓樹蜂蜜豐收的農業紀錄。而在一份1831年的報紙上所刊登的文章，George Wilbert，一位雷格登瑟耐的朋友，也是學校老師，他指出雷格登瑟耐本來就在Bainbridge附近傳道，但在1827年冬天的時候突然開始寫作，在1828年春天約瑟斯密來找雷格登瑟耐，並且他們一起去了匹茲堡數個月。

## 對《摩爾門經》歷史真實性的爭論

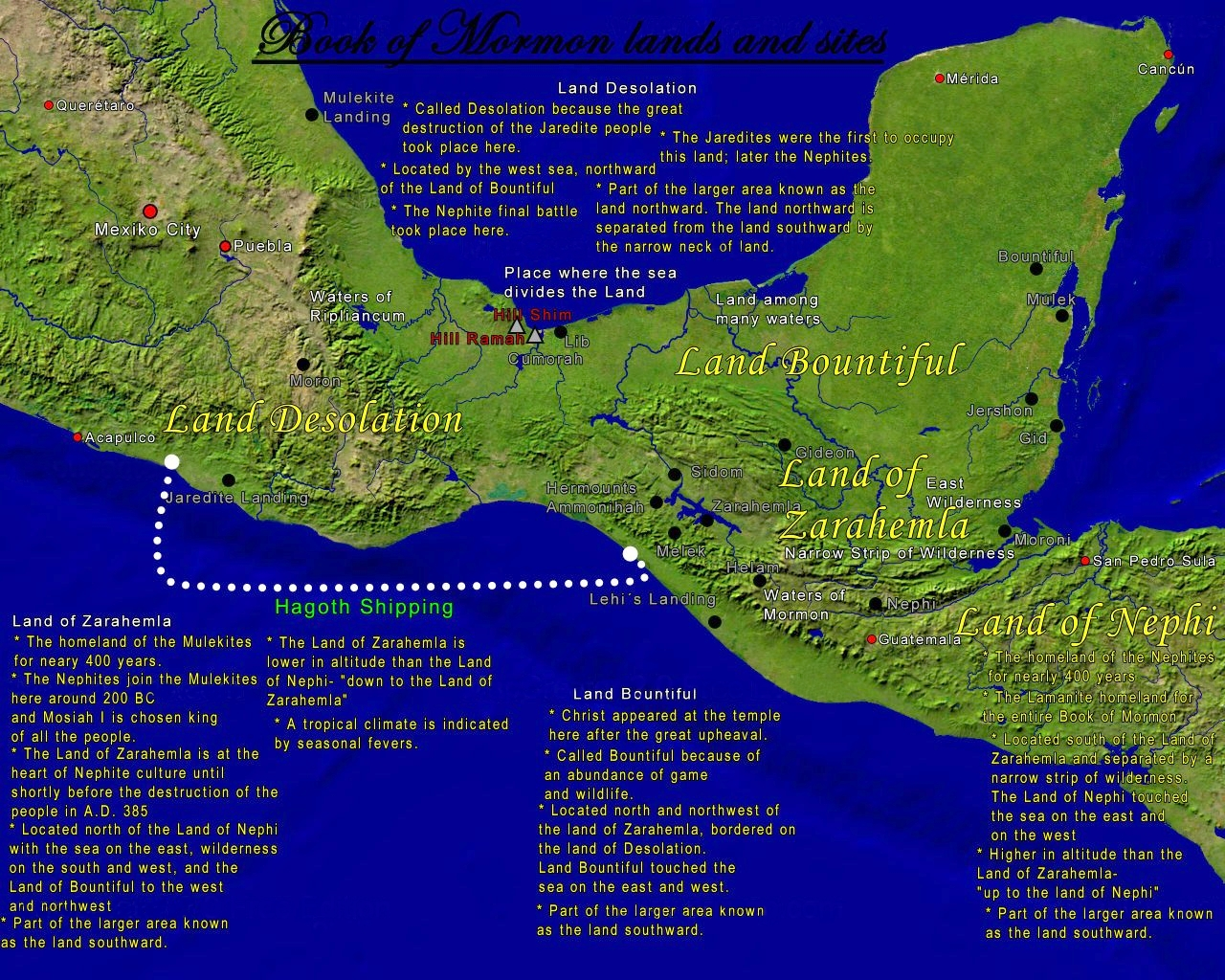
《摩爾門經》所敘述之事件可能在中美洲的發生之處。

### 《摩爾門經》是否真實的驗證
根據《摩爾門經》中的描述：在閱讀《摩爾門經》時，可在心中沉思其中的訊息，然後奉基督的名求問神，這本書是否是真實的；凡循此方法，並以信心求問的人，藉著聖靈的力量，必獲得摩爾門經的真實性及其神聖性的見證。（見摩羅乃書10:3–5。）

### 後期聖徒的看法
在後期聖徒中主要且普遍被接受的看法是：《摩爾門經》是真實且精確地紀錄了三個古代美洲文明的事蹟的歷史文件。約瑟斯密在《摩爾門經》的簡介裡面說：『我告訴過弟兄們，《摩爾門經》是全世界最正確的一本書，也是我們宗教的拱心石，人若遵循其中的教訓，比遵循任何其它的書更能接近神。』
《摩爾門經》出版之初，後期聖徒們普遍解釋《摩爾門經》是所有美洲原住民的完整歷史，這種看法被稱之為「（西）半球模型」（hemispheric model）。但是其他的後期聖徒們仔細閱讀經文後覺得「半球模型」的假設並不被經文本身支持，且約瑟斯密另外也說過他相信《摩爾門經》是在中美洲發生的。
《摩爾門經》裡面的城市的地點至今尚未被辨認出來。包括護教資訊和研究基金會以及古代研究和摩爾門探究基金會的幾個摩爾門教護教組織提出柴雷罕拉城在中美洲一帶的說法，因為阿爾瑪書22章27節描述一個細長頸狀有海在東西兩邊的地區。這個看法通常被稱為「有限的地理模型」，它討論一個限制區域的觀點且建議《摩爾門經》只是較小族群的中美洲美洲原住民的歷史。這個理論可追溯至1842年約瑟斯密和其他人的看法，並且近來也開始得到相當的支持，因為比較符合經文裡面的描述。舉例來說,《摩爾門經》裡面的文明和族群大小來說實在太小而無法佔有整個美洲大陸。此外，有更多的證據顯示古代美洲人在過去只有單一先祖族群的看法並不正確(《摩爾門經》裡面的文明說是在美洲唯一的文明)。
教會領袖最近的證道裡面強調《摩爾門經》是屬靈事務的神聖工作，它的目的是教導基督，而不應該被當作歷史、地理、考古和人類學的引導。

### 評論性的看法
雖然一些摩爾門教徒和非摩爾門教徒的學者宣稱找到了考古、文化和語言學上的證據證明《摩爾門經》是古代紀錄，但他們的結論並不被大多數學者們接受。研究員和摩門教護教學者指出在《摩爾門經》時期裡數個古代中美洲文明（奧爾梅克、馬雅、米茲特克、薩波特克和阿茲提克）已知有豐富的考古學資料和的歷史紀錄。有些文明有相當先進的語言、文字、數學和天文學。此外，豐富的證據中已經找到有植物的種類、動物和早期居民的工具。《摩爾門經》裡面有關於許多植物、動物、武器和技術的描述，但是許多的描述和今日已知對當時的知識並不相符。舉例來說，《摩爾門經》裡面有許多對馬的紀錄，但是實際上，前哥倫布時期的美洲沒有任何有馬的證明，並且馬是由西班牙征服者重新將馬引進的。當然有些人可以爭論馬可能在早些時期被引進但是後來絕跡了，「先前被馴化的馬在大型區域戰爭以後算進野生馬裡面然後逐漸地自然增長」看起來和這個觀點互相衝突。美洲的原生的野馬在冰河時期的時候跨過裸露出來的陸地來到美洲，但是在約8000年前絕種。早期的原始阿伊努人、前克洛維斯人族或者是由歐亞人衍生出來的克洛維斯人族確有在它們絕種前馴化它們的紀錄。

### 耶穌基督後期聖徒教會支持的考古研究
在1951年一個虔信的耶穌基督後期聖徒教會成員 Thomas Ferguson 向會長 David O. McKay 請願在財務上支持新世界考古基金會。Ferguson 的請願成功了，第一期資助在中部美洲挖掘的5年的經費從1955年支持到1959年。在這之後，新的經費再次被支持直到今日。
在1961年的一個通訊裡面 Ferguson 預測雖然到當時還沒有任何東西被找到,《摩爾門經》的城市應該在10年之內被找到。過了11年後，後期聖徒教會成員 Hal Hougey 寫信給 Ferguson 質詢關於那個尋找《摩爾門經》城市的時間表的進度如何。以世俗和超俗世地答覆 Hougey 的時候，Ferguson 在一封日期署為1972年6月5日的信裡面說：『十年過去了……我誠心地希望《摩爾門經》裡面的城市可以在十年內正面地被辨識－但時間證明我的預期是錯的。』。
從1959年到1961年，新世界考古基金會的 Dee Green 是楊百翰大學考古學社通訊的編輯，並且有一篇文章於《對話：一個摩爾門思想期刊》1969年夏季刊的第76-78頁，在文章裡面他承認新世界考古基金會找到的資料並不支持《摩爾門經》裡面的宣稱。在這個文章和另外6年毫無展獲的研究，Thomas Ferguson 於1975年出了一個標題為《Written Symposium on Book-of-Mormon Geography: Response of Thomas S. Ferguson to the Norman & Sorenson Papers（關於摩爾門經地理的寫下來的研討會：Thomas S. Ferguson 對 Norman 和 Sorenson 的文章的回應）》的29頁文件。全文無法在此刊錄，但在結語部分第29頁他寫到：『在這個時刻我很惶恐的說，我必須同意Dee Green,他先前就告訴我們至今並沒有《摩爾門經》地理……』。
在1976年2月20日 Ferguson 寫了一封信給 H. W. Lawrence 夫婦，在信中他說：『……這文章的真正涵義是你不能在任何一個地方安置《摩爾門經》地理－因為它是虛構的並且絕對不會符合實際開挖的考古研究的條件。我應該說－還藏在地裡的東西絕對不會符合書中的描述。』
新世界考古基金會贊助的考古調查計畫貢獻了許多文件和對前哥倫布時期社會的認識，尤其是在古代中美洲。現在楊百翰大學在它的新世界考古基金會的網站維護該基金會86項研究報告文件。這些文件也被楊百翰大學和耶穌基督後期聖徒教會以外的研究員使用。

### 考古學
針對《摩爾門經》爭論的主要論點是基於《摩爾門經》大型且長時間的文化。它的大小和時間長短和其他古代顯著的世界文明的大小和時間長短相當。許多論點論點圍繞著《摩爾門經》裡面關於動物的描述像是馬、牛、豬、羊等等的動物；關於植物的描述像是麥子；工藝技術的描述像是在鐵劍和可能像是在現在的前哥倫布時期考古研究裡面找不到的馬車。
關於摩爾門教的評論通常指出欠缺證明支持所有《摩爾門經》裡面的說法。護教學則通常反駁古代中美洲考古研究仍然是一個年輕的領域，而證據會逐漸的浮現。一個據稱是缺乏證據的例子是即使馬活在古代美洲，但他們在《摩爾門經》時期前就絕跡了。另一個曾經被考慮欠缺證據但被找到的例子是大象，《摩爾門經》宣稱其中的一群人將大象帶到美洲（以帖書9章19節）。這個說法被曾被批論者譏笑為愚蠢不合理的一直到1903年，根據《American Antiquarian(美洲古文物)》第25期395-397頁，Nicholas Leon 博士在靠近墨西哥市北部的 Paredon 挖到了大象的骨頭。然而，從年代的角度來看它們中間大多數仍然是有問題的-有一些，像是馬(前面已經提過了)存在於美洲大陸，但不是在《摩爾門經》裡所指的時間裡。

### 語言學
另外一項關於語言學的評論。尼腓人和可能包括在內的拉曼人應該使用一種改變過的閃族語直到至少公元400年《摩爾門經》的紀錄結束以後。但是在美洲沒有任何一個閃族語存留至今。評論議論說從《摩爾門經》結束後的1000年並不足以說明現代美洲原住民的語種之間的差異，更不要說美洲原住民語系和閃族語系的差異。普遍的反駁則說《摩爾門經》提到和其他可能非閃族語系文明的相遇（奧姆乃書1章12-18節和摩賽亞書24章1-4節）造成影響或甚至消滅當時在使用的閃族語系。

### 遺傳學
最近的研究宣稱美洲原住民沒有幾種中東民族普遍擁有的DNA標記，而遺傳學研究顯示美洲原住民更接近亞洲人種甚於其他地方人種。這些研究主要是從 Thomas Murphy 和 Simon Southerton。評論者聲稱這和現在《摩爾門經》的裡面的序言不符，序言裡面說拉曼人是希伯來人的後裔也是美洲原住民的主要先祖，即使序言裡面沒說他們是唯一的先祖。有三個民族在摩門經裡面被提到，其中之一也許會是亞洲。對於這些論點的回應，David Stewart 說這些研究沒有解釋早期以色列人的 DNA 和現在以色列人的 DNA 是大不相同的。他也說在兩項研究中重量級指標的粒线体DNA檢驗甚至無法連結兩個猶太人族群，這使得對於美洲印地安人的研究無法忠實的呈現出來。他結論說這些結論使用了為了控制結果而非常限制並且非中立的方法，並且指控這些研究為了結論而忽略了基本關於DNA的事實。這個對科學的評論並不普遍在摩爾門教圈子外被接受，因為在非洲一個相似的猶太人遷徙的例子，Lemba 族人最近透過DNA被遺傳學上確定為猶太人遺民。但是在此必須聲明這個驗證並非使用 粒线体DNA，而是使用基于Y染色体的科恩基因标记。一位 Soodyall 博士說：『在 Lemba 族人身上使用粒线体DNA並無法將他們從其他說班圖語的族群中分離出來』。但是除了語言上有共同的語言外，Lemba 族人有相當顯著的猶太人傳統。這個基因庫到底是什麼時候移到非洲仍是在激辯當中，但是比較可能是在近代基督降臨之後而非像摩爾門教堅稱的像李海的時代。
這項前哥倫布時期美洲人的古代 DNA 研究（以及將之與地中海沿岸挖掘出來的古代人類的比較研究）極佳地符合先前對於考古學和語言學上支持東北亞人種（相對於地中海沿岸人種）是美洲原住民先祖的事實的考證。關於古代食物、腸桿菌、狗、花粉等等的 DNA 研究指出相同的結論：沒有大型且工藝發展良好的地中海沿岸文明於美洲被發現。評論堅稱這和《摩爾門經》裡面有大型且長時間的文明的描述不相符。

### 史密森尼博物院《摩爾門經》的聲明
史密森尼博物館對向他們詢問史密森尼博物館是否使用《摩爾門經》作為考古或科學上的指引的意見的時候回覆一封標準答覆。在1998年史密森尼博物館院重審了他們的標準回覆，移除細節的部分，限縮意見的部分到只簡短否認史密森尼博物館有任何使用《摩爾門經》來作為考古學的指引
。

## 《摩爾門經》版本

### 英文版本
《摩爾門經》至今已有下列形式印行：

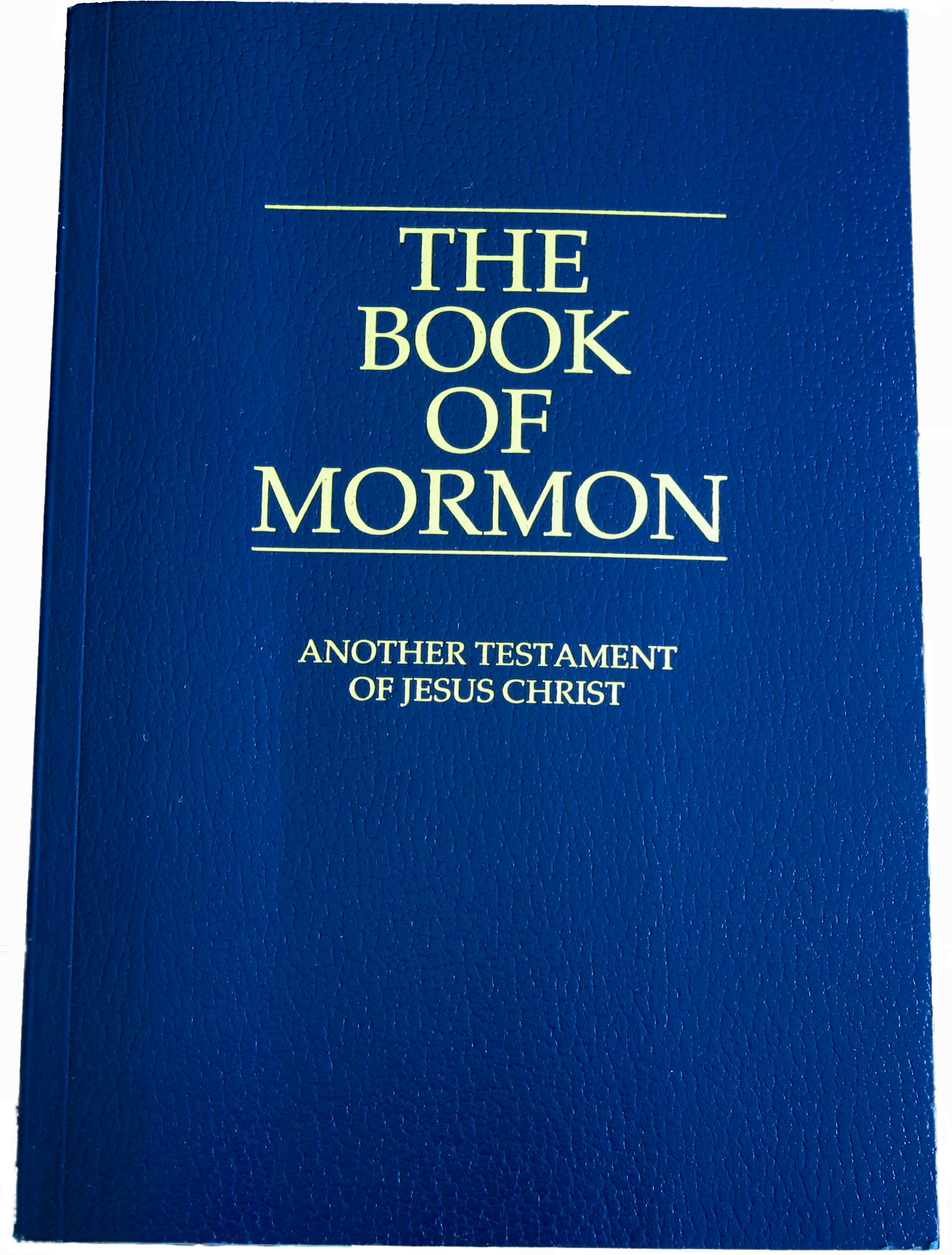
耶穌基督後期聖徒教會出版的《摩爾門經》。

- 由耶穌基督後期聖徒教會出版，《The Book of Mormon: Another Testament of Jesus Christ（摩爾門經：耶穌基督之另一部約書）》（此副標題由1982年起開始使用）
- 由基督社區出版，《The Book of Mormon - Revised Authorized Version（摩爾門經：修訂審定版）》（1966年）和《The Book of Mormon - Authorized Version（摩爾門經：審定版）》(1908年)
- 由耶穌基督的教會（畢可敦派）出版，《The Book of Mormon: An Account Written by the Hand of Mormon upon Plates taken from the Plates of Nephi（摩爾門經：由尼腓片經摩爾門親手寫下的紀錄）》－由耶穌基督的教會（畢可敦派）使徒 Thurman S. Furnier、Charles Ashton 和 William H. Cadman 編輯的原始版本
- 由 Richard Drew 在美國 Wisconsin 州的 Burlington 出版給耶穌基督後期聖徒教會（斯特朗派），是一個1840年版本的放大照相影印版
- 由 Zarahemla Research Foundation （柴雷罕拉研究基金會）出版的《The Book of Mormon - Restored Covenant Edition（摩爾門經：復興聖約版）》
- 由美國伊利諾州大學出版社出版的《The Book of Mormon: A Readers Edition（摩爾門經：讀者版）》（2003年）（此版本是基於1920年耶穌基督後期聖徒教會的版本）
- 由 Doubleday 雙日出版社出版，標題為《The Book of Mormon: Another Testament of Jesus Christ（摩爾門經：耶穌基督之另一部約書）》（2004年）
- 由 Herald Heritage (Herald House) 於1970年出版1830年影印複製版本
- 由 ExperiencePress.org 於2006年重新依古法制作兩本1830年的版本，除了已知的排字錯誤的改正外，字體設定皆依照1830年版本的頁、行以及文字的設定

一項評論指出《摩爾門經》至今已知有將近4000處更動。這些更動中的一部分已經在耶穌基督後期聖徒教會的官方出版刊物如《Ensign(旌旗)》、《Improvement Era(進步時代)》、《Millennial Star（千禧之星）》和《Times and Seasons（時代與季節）》中討論過，且這一部分和早期斯密約瑟在出版前和出版後的編輯是一致的。一些變動是因為早期印刷或抄寫的錯誤或是改變標點符號而更正。見摩爾門經和語言學。

### 中文譯本

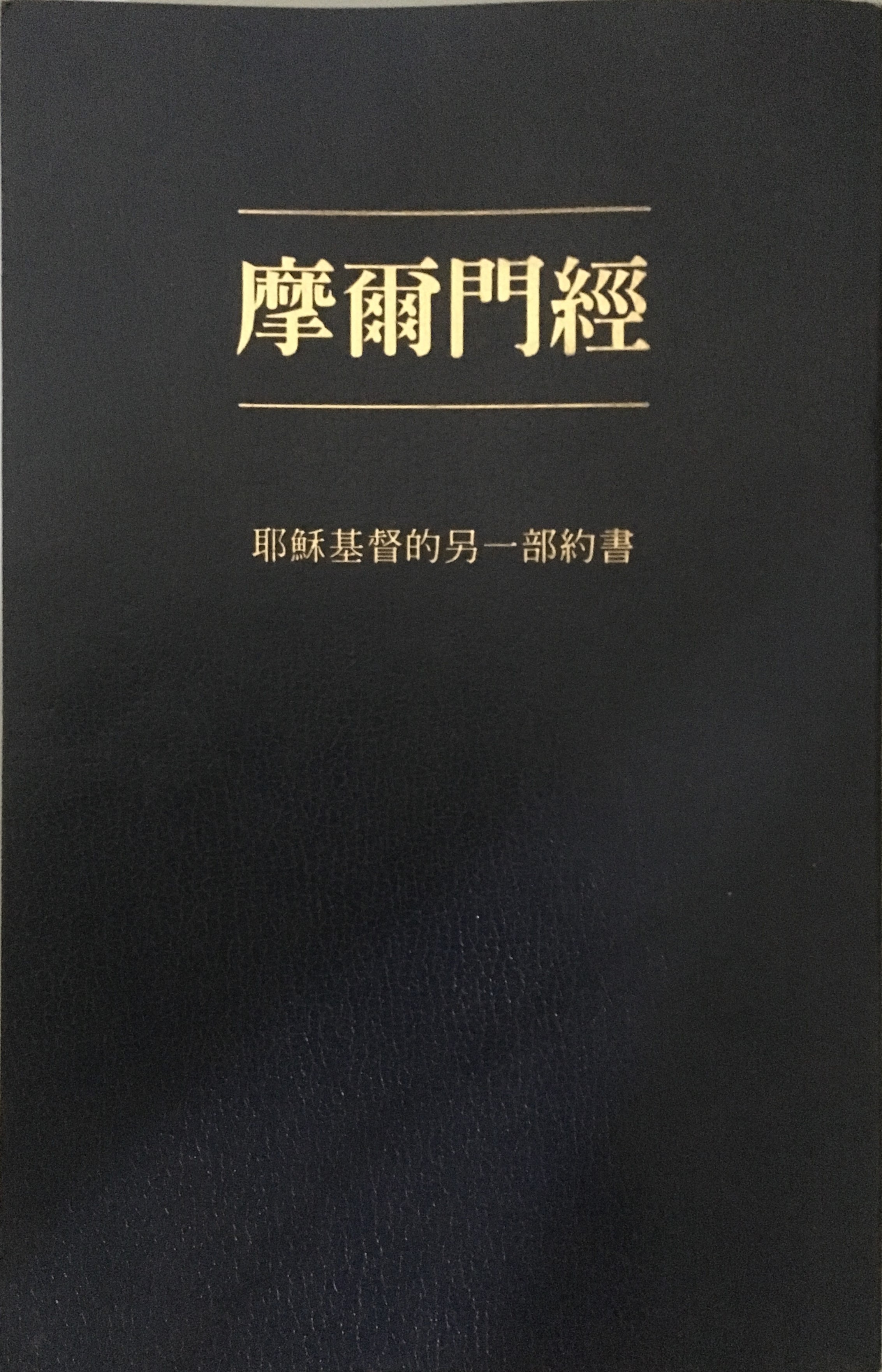
耶穌基督後期聖徒教會出版的正體中文《摩爾門經》。

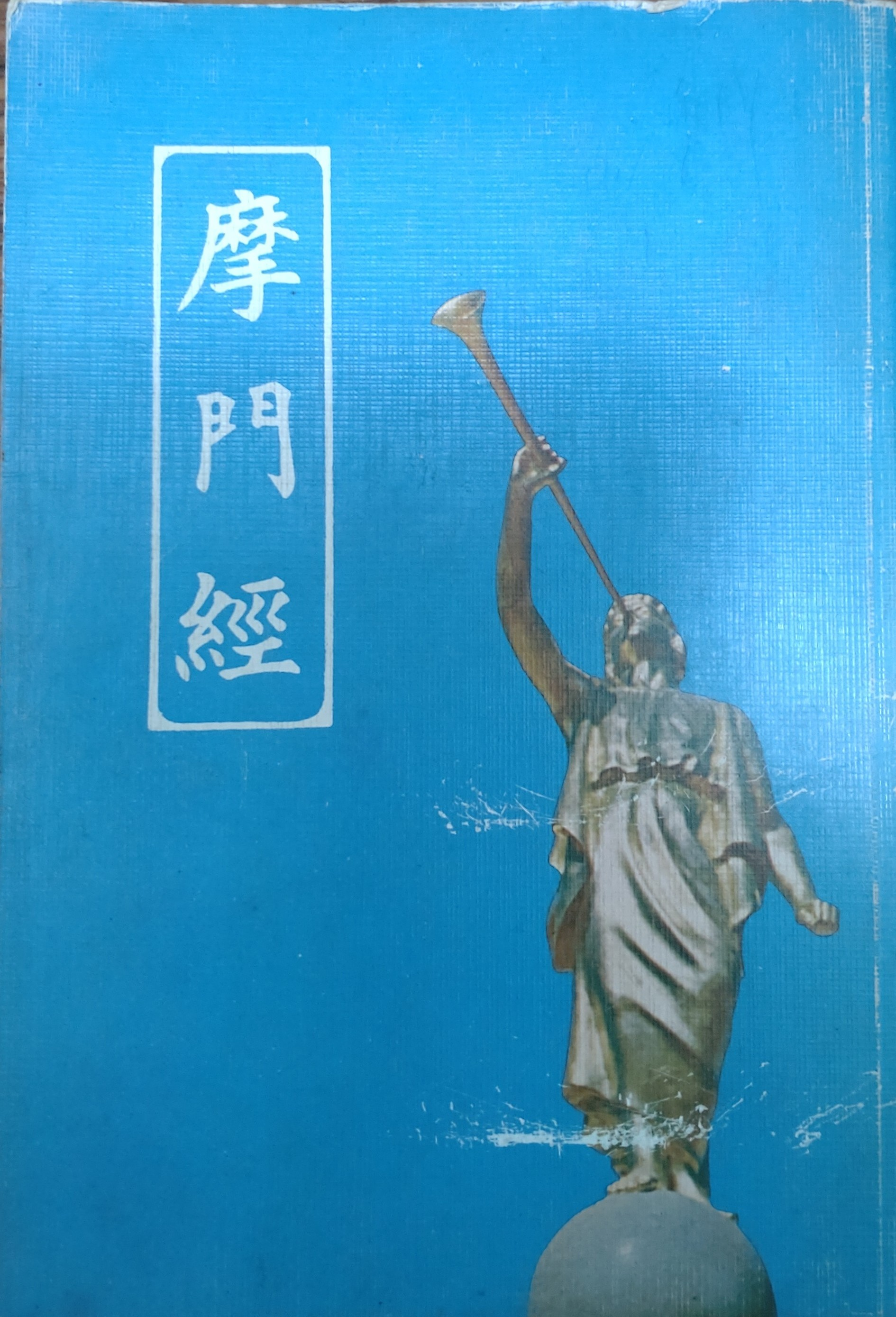
耶穌基督後期聖徒教會在香港出版的繁體中文《摩門經》。

## 外部連結

### 經文
- 摩尔门经 PDF （页面存档备份，存于）
- 摩尔门经 | LDS.org （页面存档备份，存于）
- 摩爾門經 PDF （页面存档备份，存于）
- 摩爾門經 | LDS.org （页面存档备份，存于）
- 摩爾門經（英文）（耶穌基督後期聖徒教會現行版本） （页面存档备份，存于）

### 官方資源
- 耶穌基督後期聖徒教會 （页面存档备份，存于）
- 耶穌基督後期聖徒教會－關於摩爾門經（英文） （页面存档备份，存于）
- 耶穌基督後期聖徒教會－關於摩爾門經（繁體中文）
- 基督社區／重組後的耶穌基督後期聖徒教會 （页面存档备份，存于）
- 基督社區－關於摩爾門經（英文） （页面存档备份，存于）

### 非官方資源
- 往普天下去／耶穌基督後期聖徒教會台灣非官方網站

### 批判性觀點
- 美國諷刺作家馬可吐溫 Roughing It 第17章（英文）